# Shay Mitchell
Shannon Ashley "Shay" Mitchell (sinh ngày 10 tháng 4 năm 1987) là nữ diễn viên kiêm người mẫu Canada. Cô được biết đến nhiều nhất với vai diễn Emily Fields trong loạt phim truyền hình dài tập Pretty Little Liars.

## Đời sống riêng
Shay Mitchell sinh ra tại Mississauga, Ontario. Mẹ là người Philippin tên Precious Garcia và cha là người Scotland tên Mark Mitchell. Năm 10 tuổi cô cùng gia đình chuyển đến phía tây Vancouver, British Columbia. Trong 1 năm kể từ khi chuyển đến đây, một công ty người mẫu quốc tế đã tổ chức một cuộc thi tuyển chọn người mẫu mở ra cơ hội cho các thanh thiếu niên trong vùng và cô đã trở thành một trong số những cô gái được lựa chọn.
Ở lứa tuổi thiếu niên, Mitchell đã thành công với vai trò là người mẫu cho một loạt các công ty ở một số thành phố lớn như Bangkok, Hồng Kông và Barcelona, nhưng sau đó cô quay trở lại Toronto để học diễn xuất. Cô tham gia diễn xuất trong một số phim như Pretty Little Liars (2010), Aaron Stone (2009), Immediately Afterlife (2013).

## Phim tham gia
| Năm  | Tên phim                                         | Vai diễn   | Ghi chú            |
| ---- | ------------------------------------------------ | ---------- | ------------------ |
| 2010 | Verona                                           | Model      | phim ngắn          |
| 2012 | Just Yell Fire: Campus Life"                     | Herself    | phim tài liệu ngắn |
| 2014 | Immediately Afterlife                            | Marissa    | Phim ngắn          |
| 2016 | Dreamland                                        | Nicole     |                    |
| 2016 | Mother's Day                                     | Tina       |                    |
| 2018 | Xác Chết Quỷ Ám (The Possession of Hannah Grace) | Megan Reed |                    |

| Năm       | Tên phim                      | Vai diễn     | Ghi chú                       |
| --------- | ----------------------------- | ------------ | ----------------------------- |
| 2009      | Degrassi: The Next Generation | Model        | Episode: "Up Where We Belong" |
| 2010–2017 | Pretty Little Liars           | Emily Fields | Main cast                     |
| 2010      | Aaron Stone                   | Irina Webber | 4 episodes                    |
| 2010      | Rookie Blue                   | Cute girl    | Episode: "Mercury Retrograde" |
| 2012      | Punk'd                        | Herself      | Episode: "Heather Morris"     |

## Giải thưởng
| Năm  | Giải thưởng           | Thể loại                                                               | Work                | Kết quả   |
| ---- | --------------------- | ---------------------------------------------------------------------- | ------------------- | --------- |
| 2011 | Young Hollywood Award | Cast to Watch (cùng với Troian Bellisario, Lucy Hale và Ashley Benson) | Pretty Little Liars | Đoạt giải |